# 伊朗LGBT權益
這篇名為伊朗LGBT權益（英語：LGBT rights in Iran）的文章，除對伊朗歷史上LGBT人士做簡單描述之外，主軸是討論這類人在當今的困境以及權益問題。
在伊朗伊斯蘭共和國的女同性戀者（Lesbian）、男同性戀者（Gay）、雙性戀者（Bisexual）與跨性別者（Transgender）(簡稱LGBT，另加上I（代表雙性人（Intersex），而成為LGBTI的簡稱) 人士所面臨的法律挑戰是非LGBT人士所未曾經歷過者。同性個體之間的性行為被視為非法，最重會被判處死刑。人們必須透過性別重置手術才能合法把性別作改變。
自1930年代以來，伊朗刑法典並不容許任何LGBT行為。在1979年伊朗伊斯蘭革命後，任何異性婚姻以外的性活動均被禁止。同性間有性活動可判處監禁、體罰、罰款、或是處決。根據伊朗法律，男同性戀者比女同性戀者會受更嚴峻的法律懲罰。
伊朗政府被認為是世界上對同性戀歧視程度最嚴重的國家之一（參見同性戀恐懼）。估計在伊斯蘭革命後立即被處決的數百或數千人之中，約有20人是同性戀者。大阿亞圖拉霍梅尼在1979年呼籲把這類人剷除。
伊朗承認透過性別重置手術而達到跨性別目的。手術費用部份由國家負擔。有些伊朗的同性戀者被迫接受這類手術，以避免遭受法律和社會迫害。伊朗人接受性別重置手術的數目之多，在世界上僅次於泰國。

## 伊朗LGBT歷史
祆教經書萬迪達德（驅魔書，降魔書）大約在公元前250年的安息帝國時期完成。經書中包含有關促進生殖的性行為規範，被解釋為同性間的性行屬於有罪，必須禁止。古代對這段經文的評論是那些未經大祭司許可而從事非自然法性行為的人，會遭到處決。但從公元5世紀開始，古希臘歷史學家證實伊朗有強烈的同性戀傳統，因此這種禁令除對虔誠的教信徒以外，顯然在伊朗東部鄉村地區人對此事的看法以及行為上，並未發生太多影響。
有大量波斯語文學作品內包含有明顯的同性戀場景插圖。有些波斯語加扎勒（抒情詩的一種），和中世紀著名波斯詩人薩迪·設拉茲的作品《薩迪的布斯坦》和《真境花園》也被解讀為與同性戀相關的詩歌。
在巴列維王朝最後一位君主穆罕默德·禮薩·巴列維統治期間，同性戀被定為刑事犯罪，但大多受到容忍，甚至有允許模擬同性婚禮的新聞報導出現。美國作者及女性主義者珍妮特·阿法裡認為伊朗發生在1979年的革命，部分原因是出於對統治者的道德激憤，特別是反對兩名與王朝有關連的年輕人之間的模擬同性婚禮。她說，這也解釋伊朗隨後壓制同性戀的巨大動力。革命之後，有數以千計的伊朗人被公開處決，其中包含有同性戀者。

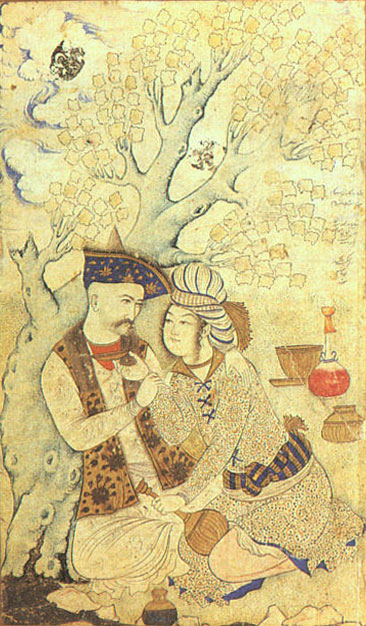
一幅1627年薩法維王朝時期細密畫，描繪阿拔斯一世與其伺酒孌童。法國羅浮宮博物館收藏。
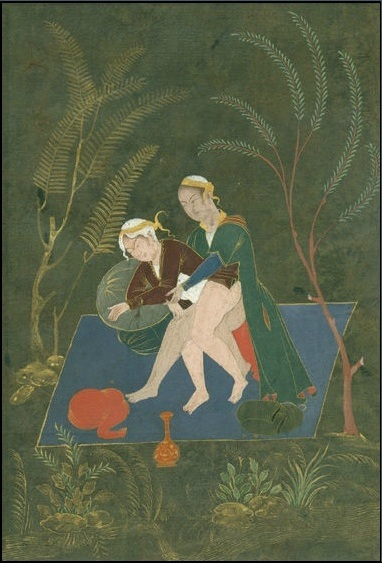
一幅1660年薩法維王朝細密畫，描繪兩位男人從事肛交。美國布盧明頓金賽研究所收藏。
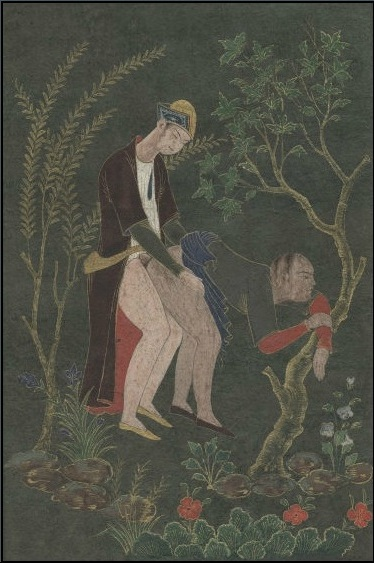
一幅1720年薩法維王朝細密畫，描繪兩位男人從事肛交。金賽研究所收藏。
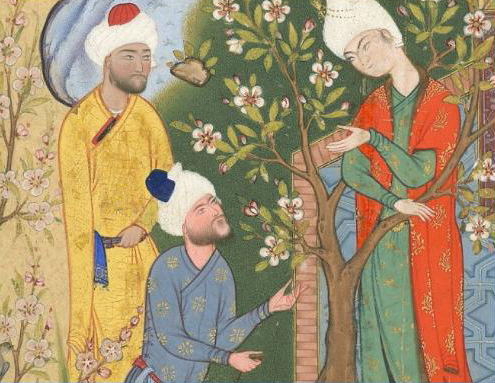
根據15世紀拉赫曼·雅米文學作品七寶座（英语：Haft Awrang）中故事插畫，
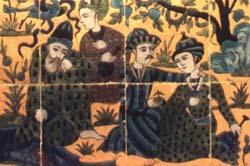
一幅在伊斯法罕，薩法維王朝四十柱宮內瓷質花磚拼圖，男人與孌童。羅浮宮博物館收藏。

## 對同性性行為法律處置
伊朗1979伊斯蘭革命後的法律以伊斯蘭教法為基礎。所有在傳統異性婚姻以外的性活動（即非自然法性行為，或是通姦）均屬非法。同性成年人之間自願發生的性活動被定為刑事犯罪，最高刑罰為死刑（但並未普遍執行）。強姦，無論是針對同性或是異性，通常會被判處死刑，但此行為在伊朗的刑法中被歸類與通姦和非自然法性行為有關，而不歸類為“性侵犯”。對18歲以上的犯者可處死刑，如果是犯謀殺罪，對滿15歲的犯者即可處以死刑。伊朗伊斯蘭議會在1991年7月30日通過，最終於1991年11月28日由憲法監護委員會批准，刑法第108條至第140條明確詳列處理同性性行為及其懲罰方式。

### 男性同性性行為
根據第108條至第113條，雞姦 (lavāt) 在特定情況下（參與者為成年人、精神健全、並屬合意）即構成犯罪，犯者雙方均可判處死刑，執行方式由法官決定。如果其中之一並非合意（即強姦），只對犯者執行刑罰。非成年人合意進行雞姦者，將被施以鞭笞（74下）。第114條至第119條規定，如果個人認罪4次，或是經過4位義人證詞，雞姦犯行即告成立。單獨幾位女性的證詞，或是單獨幾位女性與一位男性的證詞無證明觸犯雞姦行為的能力。
根據第125條和第126條，如果經口供證明雞姦行為或是任何較輕罪行，而當事人有悔意，法官可請求赦免。較輕罪行犯者在證人作證之前已有悔意，刑罰可被撤銷。法官可酌情處罰觸犯較輕罪行者。

### 女性同性性行為
根據第127條、第129條、和第130條，對女性同性性行為 (mosāheqe) 涉及成熟、心智健全、以及合意者的處罰為處以100下鞭笞。如果累犯3次，且每次處以鞭笞，則在犯行第4次時，處以死刑。第128條規定，證明女性同性性行為的方式與處置雞姦者相同。第130條規定穆斯林信徒和非穆斯林信徒都受到同樣的懲罰。第132條和第133條，關於撤銷或赦免，與前述觸犯較輕罪行的男性同性戀罪行相同。根據第134條，“非必要性赤身裸體且以覆蓋物裹身”的女性會被被處以50下鞭笞。
曾有少數政治犯罪案例，涉及者會被控以犯下同性性行為罪行。此時非自然法性行為會與其他指控並列（例如強姦，加上危害國家行為），並在有嚴重缺陷的審判程序中遭到定罪。1994年3月14日, 伊朗著名異議作家阿里·阿卡巴·賽第·瑟詹被控犯下包括非法藥物交易、間諜活動、同性戀活動的罪名。他在獄中過世，但真正死亡原因存有爭議。

### 通姦
對於未婚者間的通姦 (zina-e-mohsen)，定罪後會處以100下鞭笞，累犯到第4次則處以死刑。對已婚者以及所有亂倫案件的死刑是以石刑方式執行（自2002年起暫停，在2013年改由法官決定執行方式，通常是以絞刑取代。如果未婚的非穆斯林男性與穆斯林女性發生性關係，非穆斯林男性會被處以死刑。需要4個證人（而非兩個）作證，本人必須認罪4次，否則必須根據法官根據所知（通過確鑿旁證）定罪。如果當事人認罪兩次後表達“悔意”，或受害者家屬原諒犯者，法官可酌情改判處以99下鞭笞，或是監禁。這種罪行的定罪和處決極為罕見，通常只發生在有致死案件才有，但這類處死也極少。
2021年11月，一名已婚伊朗男子和他的男性伴侶因通姦罪而被判處死刑。雖然這位男子的妻子懇求免除兩位犯者（各為27歲和33歲）的死刑，而女方的父親因為女婿通姦而出面干預，要求處決。法官維持岳父的請求。

## 公共道德法
伊朗有更多的公共道德法律出台，觸犯者將面臨額外的監禁、鞭笞、和罰款的處罰。
第637條，任何未婚男女，犯有違背公共道德罪時（不包括通姦），應以處鞭笞（99下）。如有任何一方並未合意，則發動犯行的一方將受處罰。第638條，任何在公共場合明顯違反任何宗教禁忌者，除受處罰外，還應處以10天至2個月的監禁，或處以鞭笞（74下）。附註：婦女在公共場合未適當穿戴希賈布者，會被處以10天至2個月的監禁，或處以5萬至50萬里亞爾的罰款。第639條，下列人員應處1至10年有期徒刑，在第 (a) 類的情況下，得根據法院決定沒收財產。(a)違反公共道德活動發生所在地的管理者、(b)任何鼓動人們違反公共道德的人。第640條 ，下列人員應處3個月至1年以下有期徒刑，並處以150萬至600萬里亞爾罰款，並處以鞭笞（最高74下），或是處以其中任何一種處罰。(c)任何公開發布圖片、文字、照片、圖畫、文章、通訊、報紙、電影或任何其他違反公共道德事物者、(d) 任何參與前述事物流傳者。

### 死刑

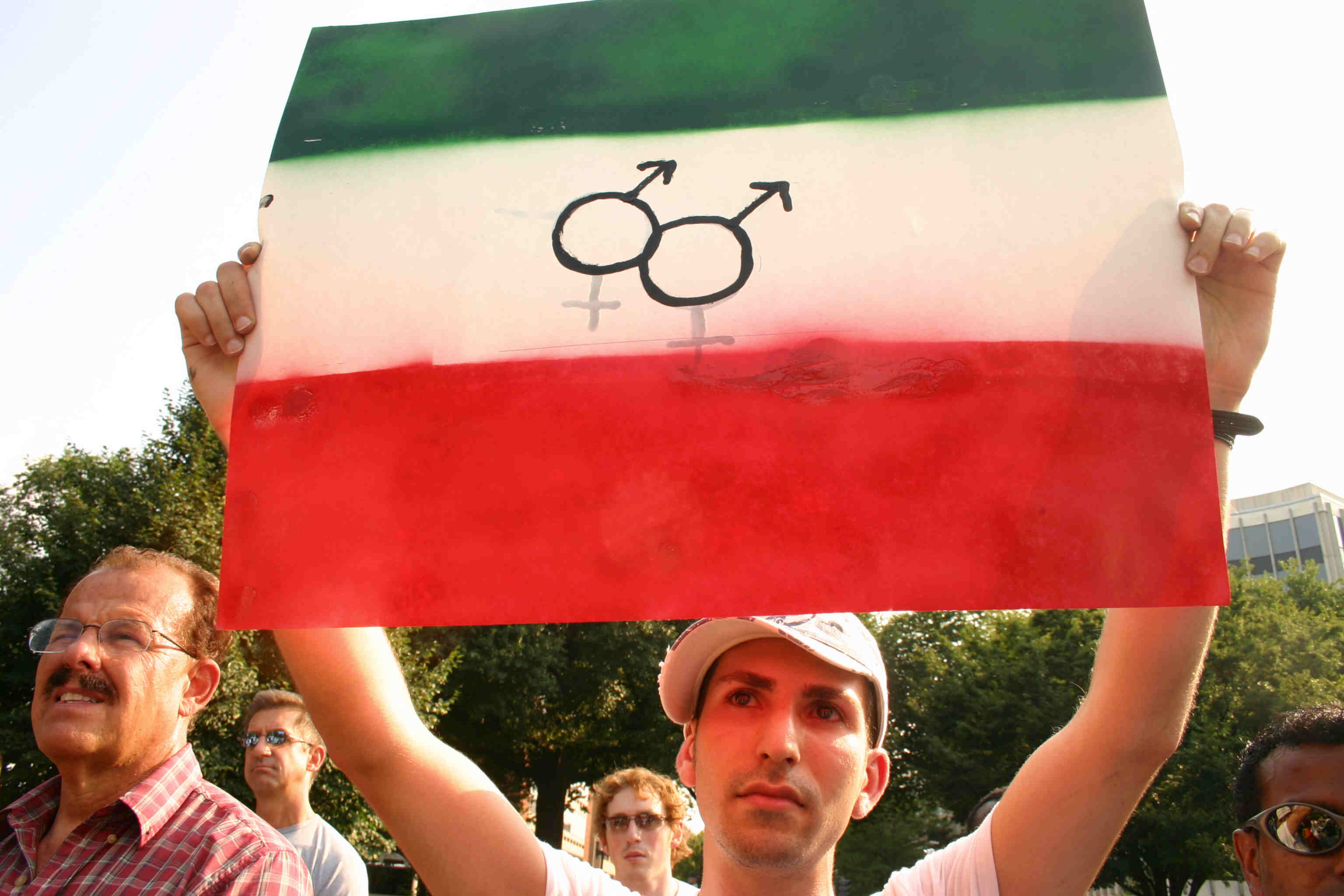
在美國華盛頓針對伊朗同性戀者執行死刑的抗議者（2006年7月19日）。

伊朗有些人權活動者以及政府的反對者聲稱，該國自1979年以來有4,000至6,000名男性及女性同性戀者，因為他們性取向行為而遭到處決。根據Boroumand基金會（The Abdorrahman Boroumand Foundation (ABF) ）稱，在1979年至1990年間，在伊朗因同性戀遭到起訴者，至少有107起處決。跟據國際特赦組織，一名男同性戀者於1990年1月在不明情況下遭到處決，官方未做任何解釋。

#### 非自然法性行為
在伊朗，少有合意的非自然法性行為（lavāt）當事人被判處死刑，但在2012年之前，雙方都有被判處死刑的可能。2005年3月15日，德黑蘭日報《Etemad》報導，德黑蘭刑事法院在發現肇事者的錄影帶，並經兩人承認後，判處該兩名男子死刑。據稱另外兩名在北部城市戈爾甘的男子，因非自然法性行為而在2005年11月遭到公開絞刑處死。在2006年7月，有兩名在伊朗東北部的青年因“性犯罪”而被絞死，可能是由於雙方有合意性行為的結果。國營通訊社（伊朗伊斯蘭共和國通訊社）在2006年11月16日報導，一名男子因非自然法性行為，而在西部城市克爾曼沙赫被公開處決。伊朗在2022年1月處決兩名因非自然法性行為而被定罪，並已在死囚牢房度過6年的男子。

### 逮捕
2008年1月23日，有兩位男子（18歲的Hamzeh Chavi和19歲的Loghman Hamzehpour）因同性性活動而在薩爾達什特遭到逮捕。這兩位顯然已承認有同性戀關係，而且彼此相愛，讓法院以mohārebe（“向神發動戰爭”）和lavāt（非自然法性行為）的罪名起訴。當時互聯網上有請求釋放他們的請願書流傳。
據報導，當時伊朗第三大城市伊斯法罕發生兩次鎮壓事件：在2007年5月10日，伊斯法罕警方在一次生日派對上逮捕87人，其中有80名疑似同性戀者，這些人在整個週末遭到警方毆打和拘留。除有17仍受扣留之外（據信是因為他們身著女裝），其餘皆被釋放遭受毆打的男子的照片由位於加拿大多倫多的倡導伊朗LGBT權益組織 - 國際酷兒難民鐵路發布。據國際非政府組織人權觀察稱，在2008年2月，伊斯法罕警方突襲一起在私人住宅中舉行的聚會，逮捕30名男子，他們因涉嫌同性戀活動而在沒律師代表的情況下被無限期羈留。
2017年4月，在伊斯法罕省有30名男子在一次突襲中遭到捕，“遭控的罪名是非自然法性行為、飲酒和使用迷幻藥物”。

## 同性結合法律問題
伊朗法律並不承認同性婚姻和民事結合。傳統的伊朗家庭通常對其子女婚姻的對象和結婚時間，甚至是職業選擇皆有巨大的影響力。少有伊朗的LGBT人士願意出櫃，因為他們擔心被家人摒棄。
傳統伊朗家庭傾向禁止他們子女參與約會活動，因為伊朗文化中並無此傳統，但在自由主義者中已變得較為寬容。2004年，有部由伊朗裔美國導演馬延·克沙瓦執導的獨立電影（客觀環境（電影））上映，顯示現代伊朗青年在性和約會方面已發生變化中。
伊朗同性戀伴侶經常不願在公共場合中共同出現，LGBT人士被廣泛定型為有性痴迷的戀童癖、強姦犯和周身是病的人。

## 性別認同和表達
根據1985年修訂的伊朗公民登記法（The Civic Registration Law ）第14條中第20項規定，接受性別重置手術者，可根據法院的命令合法更改出生證明上的姓名和性別。
那些支持透過手術，合法重新安排性別的人利用伊朗民法第215條，指出每個人的行為都應符合理性利益，這表示性別重置手術會符合那些尋求政府支持者的最大利益。但需要注意的是需要獲得醫生同意，以確定尋求手術者在指定性別與真實性別之間具有差異。
在伊斯蘭世界，mukhannathun（“陰柔的”）這個字用於描述性別重置過的人，通常指的是從男性轉變為女性者。古蘭經中既沒有出現過這個字，也沒有出現和“太監”的等價用字，但這個字確實在聖訓（穆罕默德語錄，在穆斯林中心文本中排名第二）中出現。此外，在伊斯蘭教中，有透過學術來闡述和完善擴展宗教教義的傳統。
伊朗政府自1980年代中期以來已把實施變性手術合法化（經過醫療核准），並修改相關法律文件，以反映重置後的性別。霍梅尼在1983年通過一項伊斯蘭教令，允許為“被診斷出需要變性者”透過手術作為治療的手段，這項教令成為變性合法化的基礎。
伊朗有些同性戀者被迫接受變性手術，以免受到法律和社會的迫害。伊朗出生的美國紀錄片製作人塔納滋·伊沙根在2008年拍攝的紀錄片變成跟他們一樣即強調此點。這部紀錄片透過追踪德黑蘭變性診所一些病人的個人故事時，來探討性別和性身份的問題。這部電影在聖丹斯電影節和柏林國際影展放映，獲得三項大獎。莎拉·法里贊的小說《如果你屬於我》，探索兩位在伊朗的年輕女士（Sahar和Nisrin）經歷性別認同和接受性別重置手術的可能之間的關係。為讓兩人關係公開，薩哈爾（Sahar）認為應在法律規範內進行手術，這樣即符合法律允許的男女間的關係。

## 言論審查
2002年，一本名由賽勒斯·沙米薩 (Cyrus Shamisa) 撰寫，名為《Witness Play》的書遭到禁止出版（最初已獲得核准），主要原因是書中提起某些著名的波斯作家是同性戀者或是雙性戀者。
德黑蘭當代藝術博物館自1979年起保有一批伊朗最後統治君主穆罕默德-禮薩·巴列維所收藏的藝術品，在2004年出借給英國泰特不列顛美術館展覽，這批藝術品中包括英國畫家法蘭西斯·培根的露骨同性戀作品，伊朗政府表示當這批藝術品返還伊朗後，也會在當地展出。
2005年，伊朗改革派報紙《Shargh》 在採訪一位居住在加拿大的伊朗女性作家Saghi Ghahreman之後，遭到政府關閉。雖然採訪中從未提及這位作家的性取向，但確實引用她的話“性界限必須有其靈活度... 而所謂的不道德是由於文化強加在人體上的”。伊朗保守派報紙《世界报》對這次採訪以及Shargh個人均予以攻擊：“Shargh採訪這位同性戀時，已知道此人病態的性身份、批評伊朗政府的觀點、以及淫穢的個性。 ”Shargh為避免遭到永久關閉，而發表公開道歉，稱不知道受訪者的“個人特質”，並承諾日後“避免接觸此類人物和活動。”

## 對LGBT人士暴力行為
2021年5月，一名20歲的伊朗男性同性戀者阿里·法日力·萌法萊德遭到據稱是他的同父異母兄弟和堂兄弟謀殺，原因是幾天前軍方寄給他一份文件，依照他的性取向而免除他的服兵役義務。
有伊朗的LGBT人士近年來逃離伊朗，希望在歐洲獲得庇護。

## 流亡政黨和團體
伊朗政府不允許國內政黨或組織支持LGBT人士的權益。少數流亡海外的政治組織給予伊朗LGBT人士權益則是模糊的支持。
流亡海外的伊朗綠黨所架設的網站，其中的英文翻譯中寫道：“每個伊朗公民在法律上一律平等，不分性別、年齡、種族、國籍、宗教、婚姻狀況、性取向或是政治信仰”，並呼籲“政教分離”。
伊朗工人-共產黨的網路主頁有其宣言的英文翻譯，支持“所有成年人，無論男女”，“完全自由決定他們自己與其他成年人間的性關係。成年人之間的自願關係是他們的私事，任何人或是當局均無權進行審查、干涉或向大眾披露”。
左翼的伊朗革命工人組織（工人道路）、自由主義的光榮邊疆黨和中間右翼的伊朗立憲黨都表示支持政教分離，此種主張或可促進LGBT人士的權益。

## LGBT權益運動

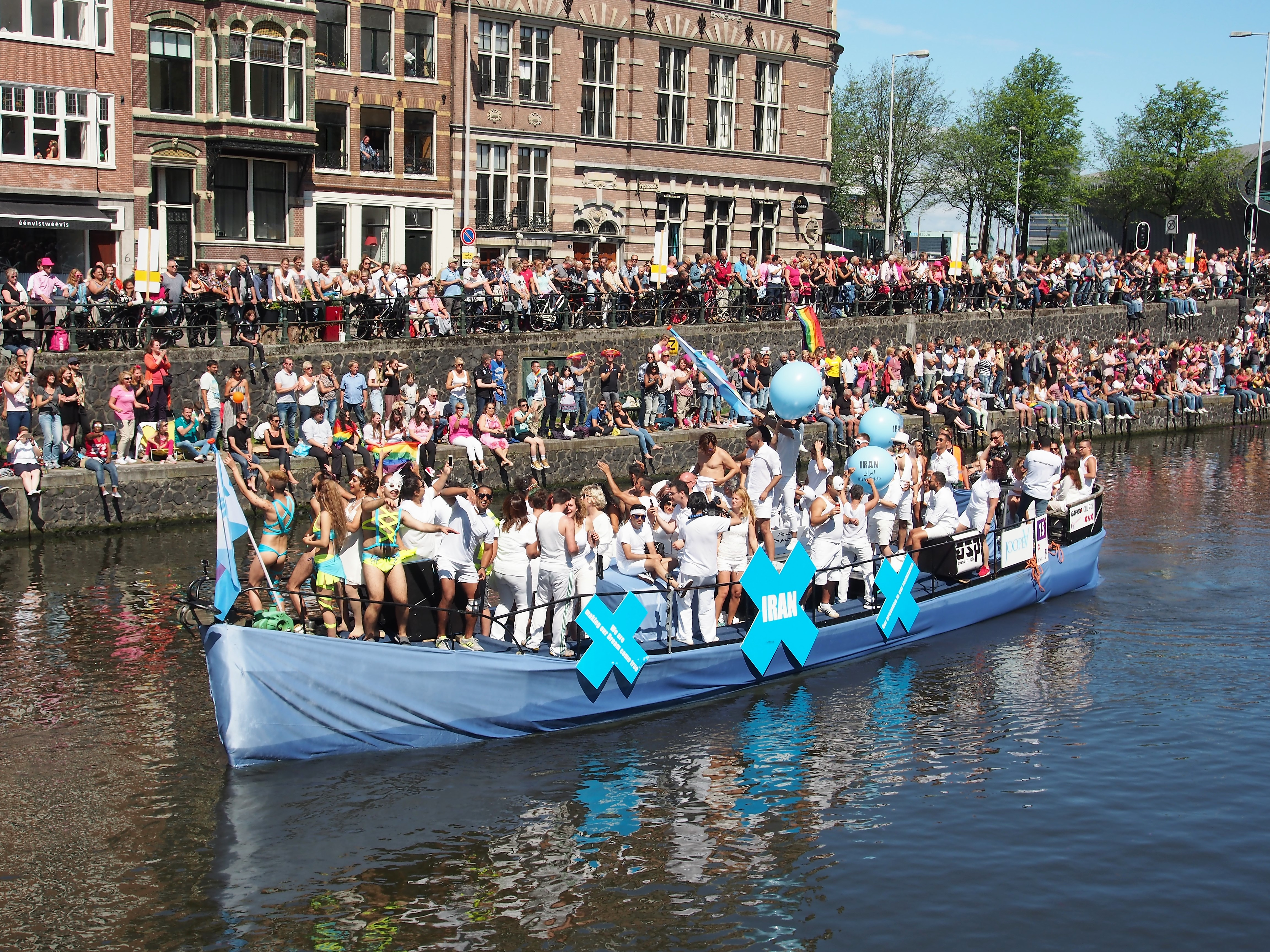
2017年阿姆斯特丹自豪遊行活動中伊朗LGBT人士搭乘的“伊朗船”（“Iran Boat”Iraanse Boot）。

伊朗學者Saviz Shafaie於1972年在設拉子大學發表關於同性戀的公開演講，他在1976年在美國雪城大學研究性取向和性別問題，在1990年代加入首個針對伊朗LGBT的人權組織HOMAN，持續工作直到2000年因癌症過世。
2001年，伊朗著名同性戀活動者阿舍·帕西創立一名為“彩虹（Rainbow）”的伊朗在線LGBT維權組織，隨後成立一個名為“波斯男女同性戀組織”的秘密組織。截至2008年，該組織已更名為“國際酷兒難民鐵路”（IRQR）。雖然組織的創始人不得不逃離伊朗，以流亡身份繼續工作，但已在伊朗產生LGBT權益的地下運動。
阿里·瑪費（Ali Mafi）是位伊朗出生的喜劇演員（於2016年出道），他公開自己同性戀身份，並以此為榮。目前居住在美國的舊金山，當地有幾個著名的同性戀社區。
2007年，加拿大廣播公司電視製作一部紀錄片，採訪幾位伊朗裔的LGBT人士， 讓他們談論自己的奮鬥經過。
在英國針對2009年伊朗總統選舉結果的巨型抗議活動中，據報導，幾名公開同性戀身份的伊朗人加入抗議人群，並因對LGBT權益的積極態度而受歡迎。
2010年，伊朗境內的一群LGBT活動者宣布在7月的第4個星期五為伊朗驕傲日，並且往後每年都在當天秘密慶祝。
截至2012年，非政府組織國際立即行動為在伊朗的LGBTIQ（女同性戀者、男同性戀者、雙性戀者、跨性別、雙性人、和疑性戀的總稱）人士開發伊朗語的在線資源。
非營利組織JoopeA在2017年和2018年的阿姆斯特丹自豪遊行活動中以伊朗船（荷蘭語：Iraanse Boot）的身份組織伊朗人在阿姆斯特丹自豪遊行。伊朗船獲得2018年阿姆斯特丹自豪遊行的最佳獎（荷蘭語：Publieksprijs）。

## 愛滋病
雖然伊朗政府非常保守，但在阻止愛滋病傳播方面卻相當盡力。伊朗在1987年首次有官方報導國內發生此類病例，並成立一政府委員會處理，但直到1990年代才開始建立全面的應對政策。
1997年，伊朗的Arash Alaei博士及其兄弟Kamiar Alaei博士獲准開設一小型辦公室，針對囚犯進行愛滋病研究，幾年後，他們不顧公眾抗議，協助開設伊朗第一家愛滋病診所。診所設計一本包含解釋安全套功用的小冊，獲准之後也分發給高中學生。到1990年代後期，則開展全面教育運動，並開設幾家診所，提供免費測試和諮詢服務。政府提供經費為娼妓提供安全套，為藥物使用者提供消毒針頭和解毒康復服務，並透過電視提倡使用安全套。
在德黑蘭研究中心擔任主席的米諾·莫拉茲博士也是早期出面倡導加強愛滋病教育的人士，她隨後加入兩位Alaei兄弟的教育活動。除伊朗政府提供經費外，聯合國兒童基金會（UNICEF）也資助幾個伊朗志願者團體，這些團體努力促進對這瘟疫的相關教育，並克服社會經常對患者存有的偏見。
2008年6月，Alaei兄弟在參加一場關於愛滋病的國際會議後，為伊朗政府拘留，但未控有罪名。伊朗政府後來指控這兩名醫生參加會議是為涉入更大陰謀，以推翻伊斯蘭共和國政府。（參見卡米爾·阿拉伊及阿拉西·阿拉伊兄弟事件）
伊朗政府在2007年表示有18,320名伊朗人感染人類免疫缺陷病毒（HIV），因病毒而死亡的官方數據為2,800人，但批評者聲稱實際死亡人數可能會更高。官方的說法認為物質依賴是伊朗人感染此種病毒最常見的途徑。
雖然伊朗有針對妓女和藥物使用者的教育計劃，但不允許辦理針對LGBT的教育活動。耶魯大學公共衛生學院教授Kaveh Khoshnood在談到這種情況時說：“有些人可談論自己或是家人的藥物成癮問題，但他們發現要談論到同性戀，就會極度困難“。”如果不承認這種事確實存在，肯定不會有人為同志開發任何應對計畫“。

## 庇護案例
在伊朗，發生同性戀關係被視為是種罪行，甚至有遭到處死的可能，而導致許多LGBT人士被迫遷移到對此採取寬容態度的國家，以尋求庇護。這類人中有許多從聯合國難民署（UNHCR）取得難民身份，然後到澳大利亞、加拿大、或美國定居。
一些出身中產階級的伊朗人在西方國家受過教育，在這些西方國家有一群伊朗同性戀移民存在。
2006年，荷蘭暫時停止把伊朗籍男同性戀者遣返伊朗。2006年3月，荷蘭移民部長麗塔·維爾東克表示，現在已經清楚“僅僅基於被告是同性戀這一事實而被處決或是判處死刑的問題並不存在。 ”，並補充說，同性戀從來都不是這些人在伊朗主要遭受指控的罪名。但荷蘭受到國內以及國外的壓力，維爾東克在2006年10月改變立場，並宣布不會驅逐伊朗籍的LGBT人士。
在英國，有些案件引發為有可能被驅逐者爭取權益的冗長活動，而導致某些伊朗同性戀者獲得英國的庇護，例如基亞娜·費魯茲女士和梅迪·卡茲米先生的案例。

## 伊朗政府對同性戀看法
伊朗官方媒體多次表現出對同性戀者的蔑視，尤其是一家“與安全和情報組織有關聯”的新聞網站Mashregh News在一篇文章中把同性戀者描述為“在人類自然發展中，那些受到精神困擾，失去平衡，需要心理學的支持和治療的人”。
2007年，伊朗前總統馬哈茂德·阿赫瑪迪內賈德在哥倫比亞大學發表談話時表示，“我們伊朗沒有同性戀者”，但後來政府發言人表示阿赫瑪迪內賈德的言論受到誤解。
伊朗伊斯蘭議會議員Mohsen Yahyavi於2007年11月與英國國會議員會面時承認伊朗政府信奉判處同性戀死刑的做法。根據Yahyavi的說法，同性戀者應該被處決。他說，如果他們私下這樣做，那就沒事，但如果公開這種事，他們就該被處決。
2013年，隸屬司法系統的伊朗人權高級委員會秘書穆罕默德-賈瓦德·拉里賈尼在接受伊朗國家電視台採訪時，稱同性戀是一種“疾病”，同時否認伊朗迫害同性戀者，稱“倡導同性戀屬於非法，我們有強大的法律抵制......我們認為同性戀是種可被治癒的疾病。我們也不認為毆打或虐待同性戀者可被接受......[同性戀]在西方被認為是種常態，而想強迫我們接受。我們強烈反對這一點。”
2014年，伊朗司法總監薩迪克·拉里賈尼在德黑蘭舉行的會議上否認伊朗處決同性戀者，稱“他們說我們處決同性戀者只不過是個謊言。......我們不讓有這種說法的人有機可趁。這些人說我們絞死他們就是編造不利於伊朗伊斯蘭共和國的謊言。”
2019年6月在德黑蘭，由伊朗外交部長穆罕默德·賈瓦德·扎里夫和德國外交部長海科·馬斯共同主持的記者會上，德國小報《圖片報》的公開同性戀身份德國記者保羅·隆茨海默 (Paul Ronzheimer) 質問扎里夫：“為何同性戀者會因為性取向而在伊朗遭到處決？”，扎里夫的說法，似乎表明伊朗確有處決同性戀者的情事，他說：“社會有原則。我們遵照這些原則生活。這些是關乎一般大眾行為的道德原則，表示法律該受尊重，被遵守。”

## 有關伊朗LGBTQ的電影
- 《我不喜歡她（I don't like her）》，由扎瓦德·達拉伊（英语：Javad Daraei）執導[94][95]
- 《同途她是他》，Negar Azarbayjani執導[96]
- 《變成跟他們一樣》，由塔納滋·伊沙根（英语：Tanaz Eshaghian）執導[97]
- 《白皮書》，由Seyed Mohsen Pourmohseni Shakib執導[98]

## 人權報告

### 美國國務院

#### 2017年國別人權報告
兒童
評估指出有許多問題存在，包括對女孩、殘疾兒童、未具身份難民和移民的兒童以及女同性戀者、男同性戀者、雙性戀者、跨性別者、和雙性人(LGBTI) 未成年者的歧視。 
源自性取向和性別認同而發生的暴力、歧視、和其他虐待行為
法律把合意同性性行為定為犯罪，可判處死刑、鞭笞或較輕的懲罰。法律並未把合意和非合意的同性性行為做區分，非政府組織報告說，這種缺乏明確性，導致受害者和犯罪者同時當作攻擊犯處理。法律並未禁止源於性取向和性別認同而造成的歧視。
安全部隊恐嚇、逮捕和拘留他們懷疑是同性戀者或是變性人。在某些情況下，安全部隊突擊搜查房舍，並監視互聯網網站以取得有關LGBTI人士的信息。被控以非自然法性行為者經常受到證據不足及草率的審判。對男性間性行為的懲罰比女性間的更為嚴苛。據國際和當地媒體報導，4月13日，伊斯蘭革命衛隊特工在伊斯法罕省的一個私人聚會上逮捕至少30名涉嫌同性戀行為的男子。據報導，這些特工在突襲時曾開槍，並使用電擊槍。根據國際酷兒難民鐵路，遭逮捕者被帶到伊斯法罕的達斯革德監獄（Dastgerd Prison），然後被領到監獄廣場，並被告知他們將被處決。伊朗LGBTI活動者團體6Rang表示，在類似的突擊中，遭逮捕者被強制做肛門，或雞姦式檢查，另外給予侮辱性的待遇和性侵犯。
政府審查所有與LGBTI議題相關的材料，尤其是針對討論LGBTI問題的網站，或是網站內容，予以封鎖（包括審查維基百科對LGBTI的定義和其他相關主題的頁面)。伊朗仍存在有活躍的、未註冊的LGBTI非政府組織。伊朗並無仇恨犯罪法或其他刑事司法機制來幫助制裁因偏見而導致的犯罪。
伊朗法律要求所有18歲以上的男性公民要服兵役，但男同性戀者和跨性別者因為被歸類為患有精神障礙，而被豁免。新的身份證中把豁免事項列在其中。根據6Rang，這種做法會讓同性戀這或變性人的身份曝露，讓他們面臨暴力和歧視的風險。

對於願意接受性別重置手術的人，政府會提供最高4,500萬里亞爾（約當1,240美元）的捐贈，和最高5,500萬里亞爾（1,500美元）的貸款。此外伊朗合作社、勞動和社會福利部要求醫療保險公司提供覆蓋這類手術成本的保險。完成手術者，可請求法院批准，以取得新的性別身分證，據報導伊朗政府在這項工作的執行上迅速而且透明。非政府組織報導，伊朗當局會對LGBTI人士施壓，要求他們接受性別重置手術。

## 相關資料概括表列
| 權益                                       | 法律地位 | 附註 |
| ------------------------------------------ | -------- | --- |
| 同性性行為                                 | /        | 監禁、體罰、死刑、入獄、鞭笞、罰款。 由民間自衛保安施以酷刑或處決、或毆打、及名譽殺人行為均為社會容許。 |
| 法定承諾年齡                               | No       | |
| 就業反歧視法                               | No       | |
| 提供商品及服務反歧視法                     | No       | |
| 其他方面反歧視法（包括間接歧視，仇恨言論） | No       | |
| 同性婚姻                                   | No       | 憲法於1991年禁止。 |
| 民事結合 (例如未登記的同居，生活伴侶)      | No       | |
| 同性婚姻者繼親子女                         | No       | |
| 同性婚姻者共同領養子女                     | No       | |
| 以LGBT身份服兵役                           | No       | 根據兵役醫療豁免條款第33條“涉及道德及性偏離方面，例如變性者”即構成醫療上的兵役豁免，在伊朗，一般年滿18歲的男子有服兵役的義務。根據人權觀察組織，伊朗人要證明自己的性取向或性別以取得兵役豁免，需要經過“無數次”“讓人屈辱”的身體及心理檢查，不只費用高，而且有行政上的障礙，譬如檢查醫生人數不足，或是沒當事人父母陪伴，醫生會拒絕檢查。 |
| 更換法律上性別的權利                       | Yes      | 需要經歷性別重置手術 |
| 女同性戀者取得體外人工受精服務             | No       | |
| LGBT迴轉治療                               | No       | |
| 為男同性婚姻者提供有償代孕服務             | No       | |
| 男男性行為者捐血                           | No       | |
| 男男性行為者的女性性伴侶捐血               | No       | |

## 進一步閱讀
- Guitoo, Arash. . Ergon-Verlag. 2020  [2022-09-15]. ISBN 978-3-95650-741-0. （原始内容存档于2022-01-10）.

## 外部連結
- ^ Safra Project Country Information Report Iran. 2004 report, and consider UNHCR report underestimate the pressure. Mentions gender diversity on pp, 15.
- The Secret World of Iran's Gay and Lesbian community
- . HuffPost. 2017-12-06  [2022-09-15]. （原始内容存档于2022-12-06）.
- . . 2012-04-20  [2022-09-15]. （原始内容存档于2023-01-13）.